# Fantasos
A la mitologia grega, Fantasos (en grec antic Φαντασός "aparició") era un dels Somnis (o també oniroi), fill d'Hipnos i company dels seus germans Morfeu i Fobètor (o Ícelos).
Fantasos s'encarregava dels somnis en els que hi havia elements inanimats de la naturalesa i es canviava en roques, arbres, aigua o terra. Com la resta dels oniroi (somnis) era un esperit d'ales fosques que sortia cada nit d'una cova i s'apareixia als homes mentre dormien.
Fantasos els seus dos germans, Morfeu y Fobètor (o Ícelos), eren els tres oniroi principals, i s'encarregaven dels somnis dels reis. Els somnis de la resta dels mortals estaven en mans dels altres oniroi, que eren més de mil.